# Martin Škrtel
Martin Škrtel (* 15. Dezember 1984 in Handlová) ist ein slowakischer Fußballspieler. Škrtel spielt meist als Innenverteidiger.

## Karriere
In seiner Jugend spielte Škrtel bei HFK Prievidza, wo er im Alter von sechs Jahren mit dem Fußballspielen begann. Er war auch ein guter Eishockeyspieler und hätte in diesem Sport Karriere machen können, doch er entschied sich für den Fußball und wechselte bald zum slowakischen Erstligisten FK AS Trenčín. 

### Zenit St. Petersburg
Im Jahre 2004 wurde Martin Škrtel vom russischen Verein Zenit St. Petersburg verpflichtet. Am 31. Juli spielte er erstmals in einem russischen Pokalspiel und feierte so sein Debüt für Zenit. Insgesamt spielte Škrtel 113 Mal, schoss fünf Tore für Zenit und verhalf ihnen 2007 zum Meistertitel. 

### FC Liverpool
Am 11. Januar 2008 einigten sich der FC Liverpool und Škrtel auf einen Vierjahresvertrag, nachdem er auch vom FC Valencia, Tottenham Hotspur, FC Everton, und Newcastle United umworben worden war. Die Ablöse wurde von den Medien auf rund sechs Millionen Pfund geschätzt. Am 21. Januar 2008 feierte er sein Debüt für Liverpool, als er in der 70. Minute gegen Aston Villa eingewechselt wurde. Von Beginn an spielte Škrtel erstmals in der 4. Runde des FA Cups, gegen den Sechstligisten Havant & Waterlooville. Von den Liverpooler Fans wurde Škrtel am 30. März 2008 zum „Man of the Match“ gewählt, nachdem er den 1:0-Siegtreffer gegen den FC Everton vorbereitet hatte. In der Champions League kam Škrtel fünfmal für Liverpool zum Einsatz. Beim 2:2-Unentschieden gegen Manchester City am 21. November 2009 erzielte er sein erstes Ligator für Liverpool. Im Spiel gegen Unirea Urziceni, das Liverpool am 26. Februar 2010 mit 3:1 gewann, zog sich Škrtel einen Mittelfußbruch im rechten Fuß zu. Am 18. August 2010 wurde bekannt, dass Škrtel seinen Vertrag vorzeitig um zwei Jahre bis 2014 verlängert hatte.

### Fenerbahçe Istanbul
Im Juli 2016 wechselte Škrtel in die Türkei zu Fenerbahçe Istanbul.

### Atalanta Bergamo und Istanbul Başakşehir FK
Im Sommer 2019 wurde er vom italienischen Verein Atalanta Bergamo verpflichtet und ohne einen Pflichtspieleinsatz noch innerhalb der gleichen Transferperiode an Istanbul Başakşehir FK abgegeben. Am 12. Januar 2021 wurde der Vertrag mit Başakşehir aufgelöst. Am 9. August 2021 unterschrieb er einen Vertrag bei Spartak Trnava.

### Nationalmannschaft

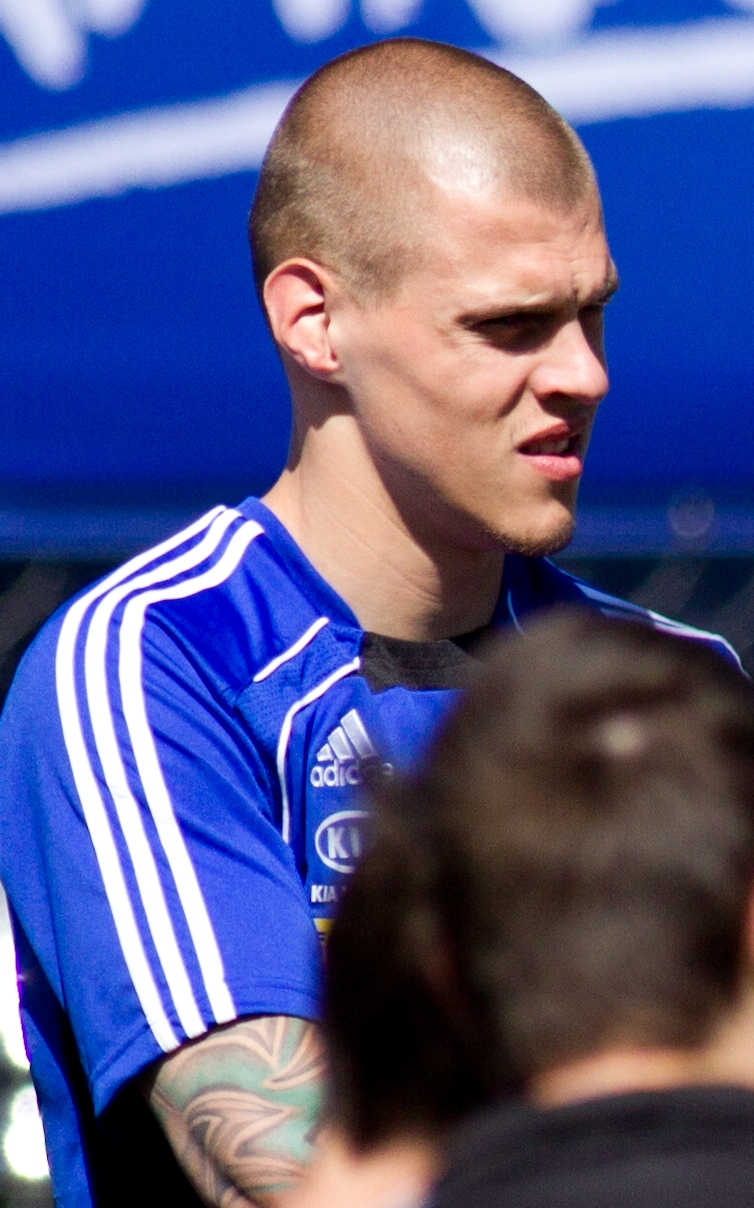
Škrtel im Nationaltrikot im Mai 2010

Bevor Škrtel in der slowakischen Nationalmannschaft debütierte, hatte er für die Jugend-Nationalmannschaft der Slowakei gespielt. Für die Weltmeisterschaft 2010 in Südafrika wurde er in den 23-köpfigen endgültigen Kader berufen. Für die Slowakei war es die erste Teilnahme an einer WM-Endrunde als eigenständige Nation. Durch den 3:2-Sieg über Titelverteidiger Italien, bei dem Škrtel einer der herausragenden Akteure war, wurde das Achtelfinale erreicht, in dem man gegen die Niederlande ausschied.
Bei der Fußball-Europameisterschaft 2016 in Frankreich wurde er in das Aufgebot der Slowakei aufgenommen und stand in allen Partien des Teams in der Stammelf. Er gehörte zu den Spielern, die alle Begegnungen inklusive des verlorenen Achtelfinals gegen Deutschland über die volle Spielzeit bestritten.

## Erfolge
- Russischer Meister: 2007
- League Cup: 2012
- Uefa-Cup Sieger: 2007/2008
- League Cup Finalist: 2015/2016
- FA Cup Finalist: 2011 2012
- Europa League: 2015/2016: Finalist
- Englischer Vizemeister: 2008/2009, 2013/2014
- Türkischer Pokalfinalist: 2018
- Türkischer Meister: 2020
- Fußballer des Jahres der Slowakei: 2007, 2008, 2011, 2012
- Liverpool Spieler des Jahres: 2012